# Merostomata
I Merostomi (Merostomata) sono una classe di artropodi appartenente al subphylum dei Chelicerati, che comprende forme esclusivamente marine.

## Morfologia
Come tutti i Chelicerati sono provvisti di un solo paio di appendici preorali dette cheliceri ed il corpo è costituito dal prosoma (o cefalotorace) e dall'opistosoma, o addome. La Classe è contraddistinta da alcuni caratteri che sono evidente segno di primitività: il primo paio di appendici post-orali non è ancora differenziato in pedipalpi, essendo del tutto simile alle successive quattro paia di zampe; l'opistosoma reca appendici; è presente un telson molto sviluppato. La respirazione è branchiale a carico delle appendici dell'opistosoma. Attualmente questo gruppo è composto da sole 6 specie dell'ordine degli Xifosuridi, la cui distribuzione costituisce una delle testimonianze biogeografiche dell'antico Gondwana. Gli Xifosuri hanno il prosoma coperto da un ampio scudo di materiale sclerificato; anche l'opistosoma dorsalmente non appare segmentato (per la fusione dei tergiti); il telson è robusto ed allungato a costituire un aculeo, da cui il nome (dal greco: spada e coda). Le appendici cefaliche preorali, cioè i cheliceri, e le cinque paia di arti toracici locomotori, sono forniti di chele. Le appendici addominali, presenti in numero di sei paia, sono lamellari e cinque paia di essi portano le branchie. Sono anfigonici ed a sessi dimorfi, con maschi più piccoli delle femmine. Hanno dimensioni considerevoli poiché raggiungono anche i 60 cm.

## Storia

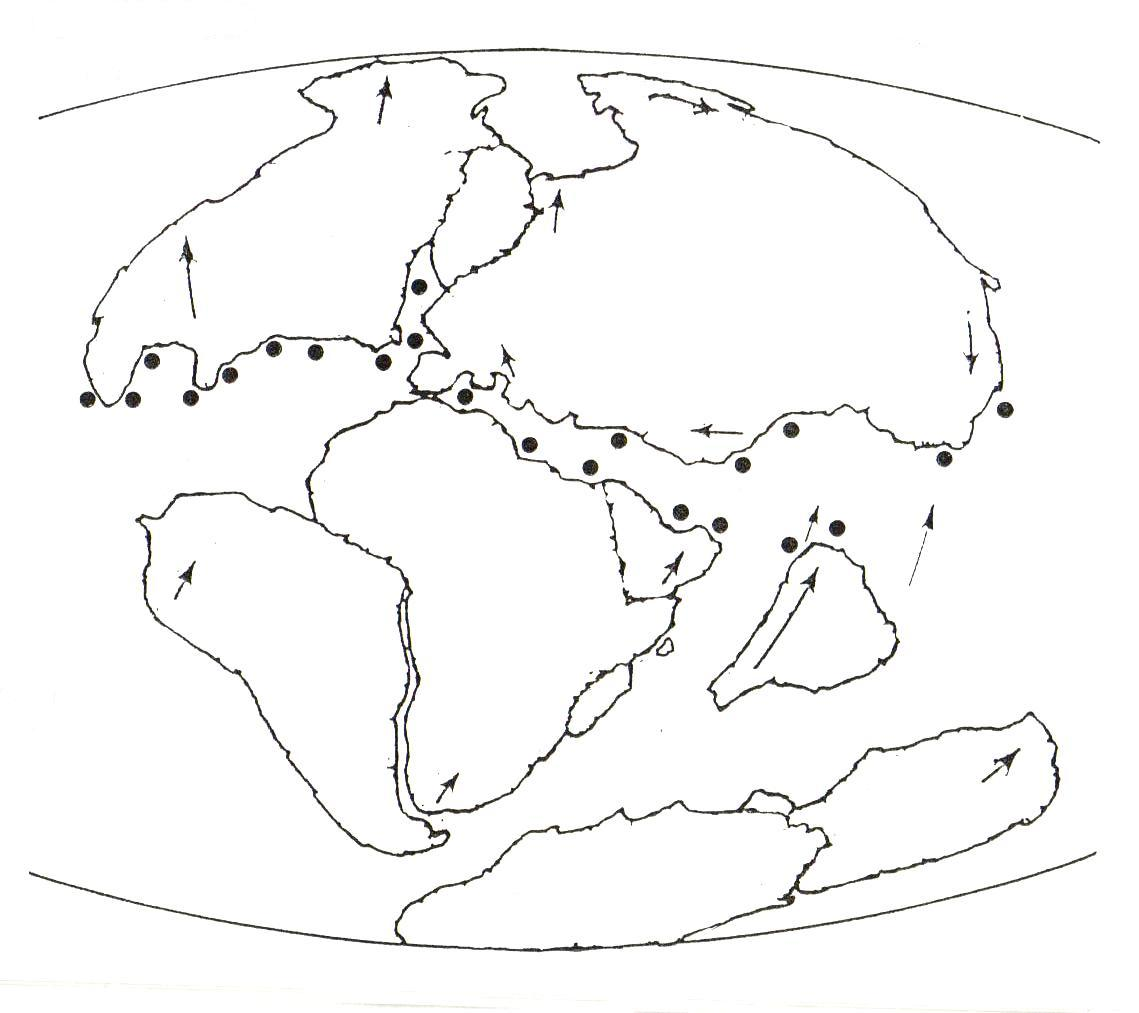
Distribuzione degli Xiphosura nel Giurassico superiore (140 m.y.a.) secondo la ricostruzione di P. Sagnibene.

I Merostomi, attraverso il gruppo primitivo degli Aglapsidi, traggono origine dai Merostomoidei (cl. Trilobotoidei), evolvendosi secondo due linee evolutive divergenti che hanno dato luogo a due sottoclassi: gli Euripteridi, o Gigantostraci (estinti), e gli Xifosuri. I Gigantostraci erano Artropodi di grande mole (alcuni fino a oltre 2 m di lunghezza), vissuti nel Paleozoico, dall'Ordoviciano al Carbonifero; avevano prosoma con 5 paia di zampe, l'opistosoma diviso in due sottoregioni, il mesosoma (di 7 segmenti con e 5 paia di appendici laminari con funzioni respiratorie) ed il metasoma (di 5 segmenti senza appendici e con un telson spiniforme ben sviluppato). Da questa sottoclasse, o da un comune progenitore, si pensa abbiano avuta origine gli Aracnidi.

## Tassonomia

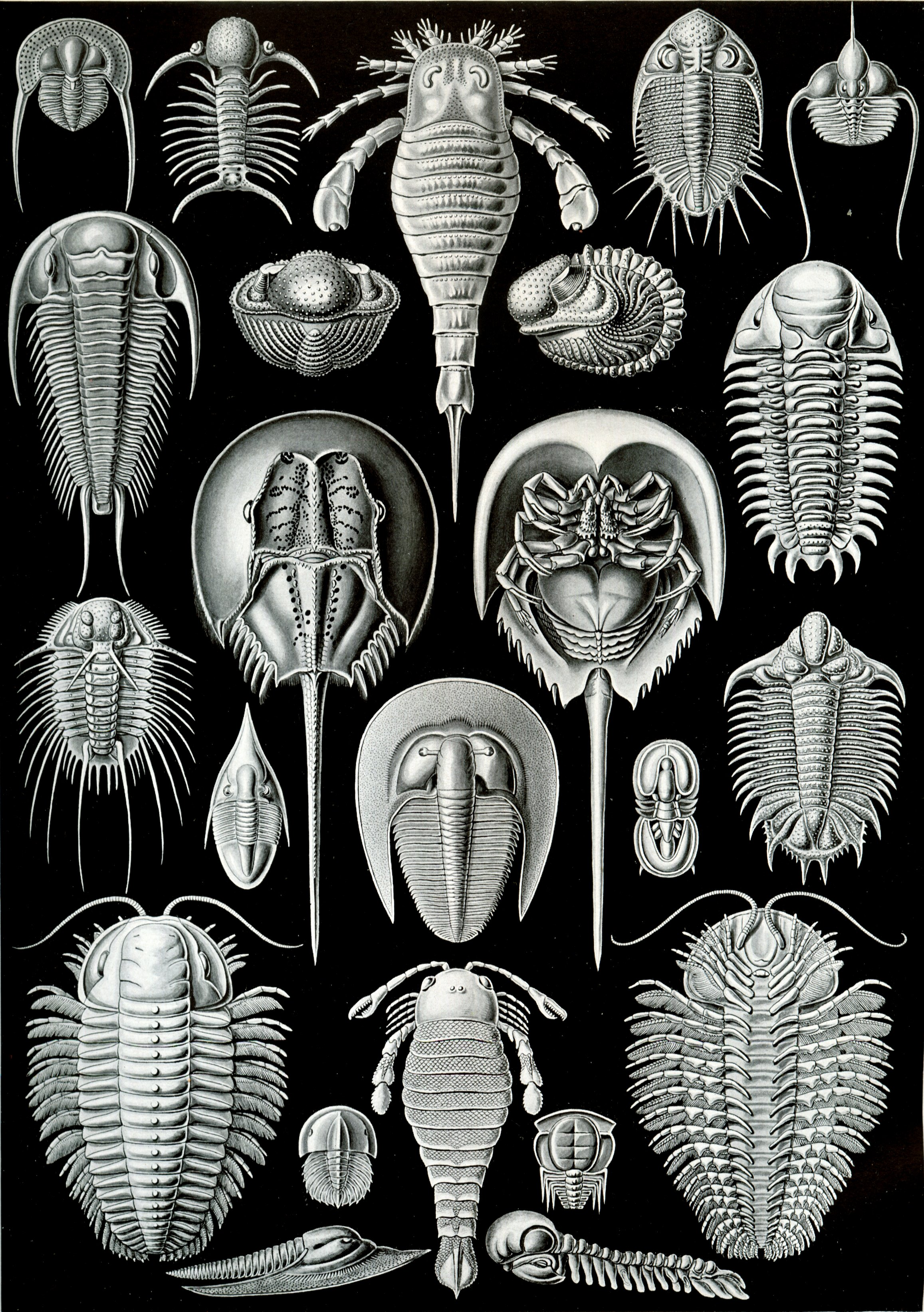
Tavola di Merostomi di Haeckel. Al centro della pagina, tra le due immagini di Xifosuri, un trilobite.

Gli Xifosuri comprendono 3 ordini: Aglapsidia (estinti, rappresentato da 10 generi tutti del Cambriano, con evidente segmentazione addominale), Synziphosura (estinti, rappresentati da parecchi generi distribuiti dal Siluriano al Devoniano, con addome distinto in pre e post addome) e Xifosuridi a cui appartengono le 6 specie attualmente viventi (con tutti i segmenti addominali coalescenti e che non presentano più l'addome distinto in due regioni).

Recenti studi filogenetici mettono in discussione la classe Merostomata, che sarebbe in realtà un raggruppamento parafiletico in cui andrebbero distinti Xiphosura e Eurypterida.

## Morfologia
Sono animali di grande mole (fino a 60 cm), forniti di una robusta cuticola; i tergiti del prosoma si fondono formando una sorta di ampio scudo a ferro di cavallo sul quale si trovano due occhi formati da un complesso di ommatidi. La bocca, allungata come una fessura longitudinale, si trova ventralmente ed è fiancheggiata da 5 paia di zampe; il segmento basale delle prime 4 paia di zampe funge da organo trituratore.

## Distribuzione
Il genere Limulus colonizza tutta la costa atlantica che va dalla Baia di Fundy, nella Nuova Scozia (Canada), sino a Key West (Florida) e, sporadicamente si spinge fino al Golfo del Messico ed alla Penisola dello Yucatán. Carcinoscorpius e Tachypleus vivono lungo le coste della Cina e del Giappone, delle Isole della Sonda; una specie vive sulle coste orientali dell'India e un'altra sulle coste pacifiche delle Filippine. Sono del tutto assenti sulle coste orientali dell'Atlantico e del Pacifico. Se si ricongiungono le linee di costa lungo le quali vivono questi animali, si ottiene una ricomposizione dell'insieme dei continenti che, grosso modo, può corrispondere all'aspetto della distribuzione dei continenti sul globo quale si pensa fosse 200 milioni di anni fa.

## Paleontologia
Il genere Limulus è attribuito al Triassico Inferiore (WALKER e WARD,1992), ed i vari fossili ritrovati in Germania e nei Vosgi, nei calcari litografici marnosi del Portandiano di Solenhofen, in Baviera, i fossili del Cretaceo e, poi, quelli dell'Oligocene, consentono di affermare che esso persiste senza cambiamenti fino al giorno d'oggi. Gli Xifosuri sono bentonici e scavatori: scandagliano la sabbia con le zampe ambulacrali alla ricerca di cibo, avanzando sotto la spinta delle appendici anteriori del corpo; nuotano servendosi invece delle appendici addominali. Vivono sempre vicino alle coste come i loro primi rappresentanti del Cambriano, i cui resti si trovano associati a quelli dei Trilobiti (WALKER e WARD,1992). Alcuni di essi si adattarono anche alle acque dolci, com'è provato da specie rinvenute nei giacimenti di carbone e si pensa che essi, a partire dall'America, nel Gotandiano (Siluriano), conquistarono anche le regioni settentrionali dell'Eurasia. Essi si sono conservati pressoché immutati da più di 200 milioni di anni (BUCHSBAUM e MILNE, 1971), cioè dal tempo dell'antico Gondwana, probabilmente protetti dal fatto che la loro carne è tossica.